# Frauenpolitik
Frauenpolitik will auf staatlicher, institutioneller oder gesellschaftlicher Ebene wirksamen Einfluss nehmen, um die Situation von Frauen zu verbessern. Die jeweiligen frauenpolitischen Strömungen, die verschiedene gesellschaftliche Gruppen verfolgen, unterliegen stark dem Einfluss von philosophischen, religiösen und ideologischen Grundannahmen. Im engeren Sinne wird die Bezeichnung Frauenpolitik heute häufig für eine Politik mit dem Ziel der Gleichstellung von Frauen mit Männern gebraucht. Jedoch legt das Grundgesetz im Artikel 3, Absatz 2, die Gleichberechtigung bereits als Tatsache generell fest. Diese Gleichheits-Grundrechte binden seither die drei Staatsgewalten in Deutschland.
Frauenpolitik wird auf staatlicher Ebene oft als mit der Familienpolitik verknüpftes Segment der Sozialpolitik angesehen und organisatorisch im Frauenministerium und in Gesetzgebungsverfahren mit diesen zusammengefasst. In Deutschland existiert in diesem Zusammenhang das Bundesministerium für Familie, Senioren, Frauen und Jugend (BMFSFJ). Als Politik von Frauen ist sie eng mit der Frauenbewegung verknüpft, einer sozialen Bewegung, die sich für die Rechte der Frauen in der Gesellschaft einsetzt. Diese „Bewegung“ findet sich einerseits lokal, regional oder staatsweit oder international und andererseits individuell als Ausdruck heute als feministisch bezeichnete Intention in Beiträgen in verschiedenen Kunstformen.

## Die Frauenpolitik der DDR
In der Frauenpolitik der DDR, deren gesetzliche Grundlage das 1950 beschlossene Gesetz über den Mutter- und Kinderschutz und die Rechte der Frau war, bildete die Vereinbarkeit von Beruf und Familie einen Schwerpunkt und für die Frauen in der DDR die eigene Berufstätigkeit den Normalfall. Aus unterschiedlichen Motiven gelang es von Seiten des SED-Staates bis 1989, nahezu 92 Prozent der Frauen in den Erwerbssektor zu integrieren. In dieser vergleichsweise hohen weiblichen Erwerbsquote der DDR – begleitet durch einen hohen Anteil von Kindern in staatlichen Betreuungseinrichtungen – lag ein deutlicher Unterschied zur Bundesrepublik. Die Frauen in der DDR standen vor der Notwendigkeit, die beiden Lebensbereiche Beruf und Familie miteinander in Einklang zu bringen. Die so genannte „Gleichstellungspolitik“ der DDR hatte Einfluss auf diese einzelnen Lebensbereiche der ostdeutschen Frauen: Auswirkungen auf die Situation von Frauen im Erwerbssektor und auf die Lebenssituation innerhalb der Familien.